# Arroyo Román Grande
El arroyo Román Grande es un pequeño curso de agua uruguayo, ubicado en el  departamento de Río Negro, perteneciente a la cuenca hidrográfica del río Uruguay. 
Nace cerca de la cuchilla de Navarro al oeste de la localidad de Tres Bocas y discurre con rumbo suroeste hasta desembocar en el río Uruguay frente a la isla del mismo nombre.
- Datos: Q703386